# Vrhovački Sopot
Vrhovački Sopot is een plaats in de gemeente Ozalj in de Kroatische provincie Karlovac. De plaats telt 87 inwoners (2001).